# André Joseph Guillaume Henri Kostermans
André Joseph Guillaume Henri Kostermans est un botaniste néerlandais, né le 1er juillet 1906 à Purworejo dans l'île de Java, dans ce qui était alors les Indes néerlandaises, et mort le 10 juillet 1994 en Indonésie.

## Biographie
Il fait ses études à l’université d'Utrecht où il obtient son doctorat avec une thèse sur les Lauraceae du Suriname. Il passe l’essentiel de sa carrière à étudier les végétaux de l’Asie du Sud-Est au Jardin botanique de Buitenzorg dans les Indes néerlandaises, qui prend le nom de Bogor avec l'indépendance de l'Indonésie. Il participe à la rédaction d’un certain nombre de familles de la Flora of Suriname d’August Adriaan Pulle (1878-1955). Kostermans s’intéresse principalement aux Lauraceae, aux Malvales (Bombacaceae et Sterculiaceae), et aux Dipterocarpaceae. À la fin de sa vie, il s’intéresse aux Anacardiaceae asiatiques. Grand travailleur, il fait paraître de nombreuses publications.
Kostermans est victime d’une attaque cardiaque en mars 1991. Dans une lettre à l’un de ses amis, il écrit en avril 1991 qu’il souhaite mettre la dernière main à un gros manuscrit sur les mangues (69 espèces), mais il fait remarquer qu’il aura de la chance s’il pourra y arriver. Kostermans vivra assez longtemps pour voir la parution de son livre chez Academic Press en 1993. Il meurt en Indonésie l’année suivante.

## Éponymie
Wertit Soegeng Reksodihardjo (1935-) lui a dédié le genre Kostermansia de la famille des Bombacaceae et Caroline Kathryn Allen (1904-1975) l’espèce Cryptocarya kostermansiana.
Walter Robyns et Rudolf Wilczek lui ont dédié une espèce de Lauraceae, Beilschmiedia kostermansiana.

## Source
- (en) Cet article est partiellement ou en totalité issu de l’article de Wikipédia en anglais intitulé « André Joseph Guillaume Henri Kostermans » (voir la liste des auteurs) (version du 7 octobre 2007).